# Finland op het Eurovisiesongfestival 2019

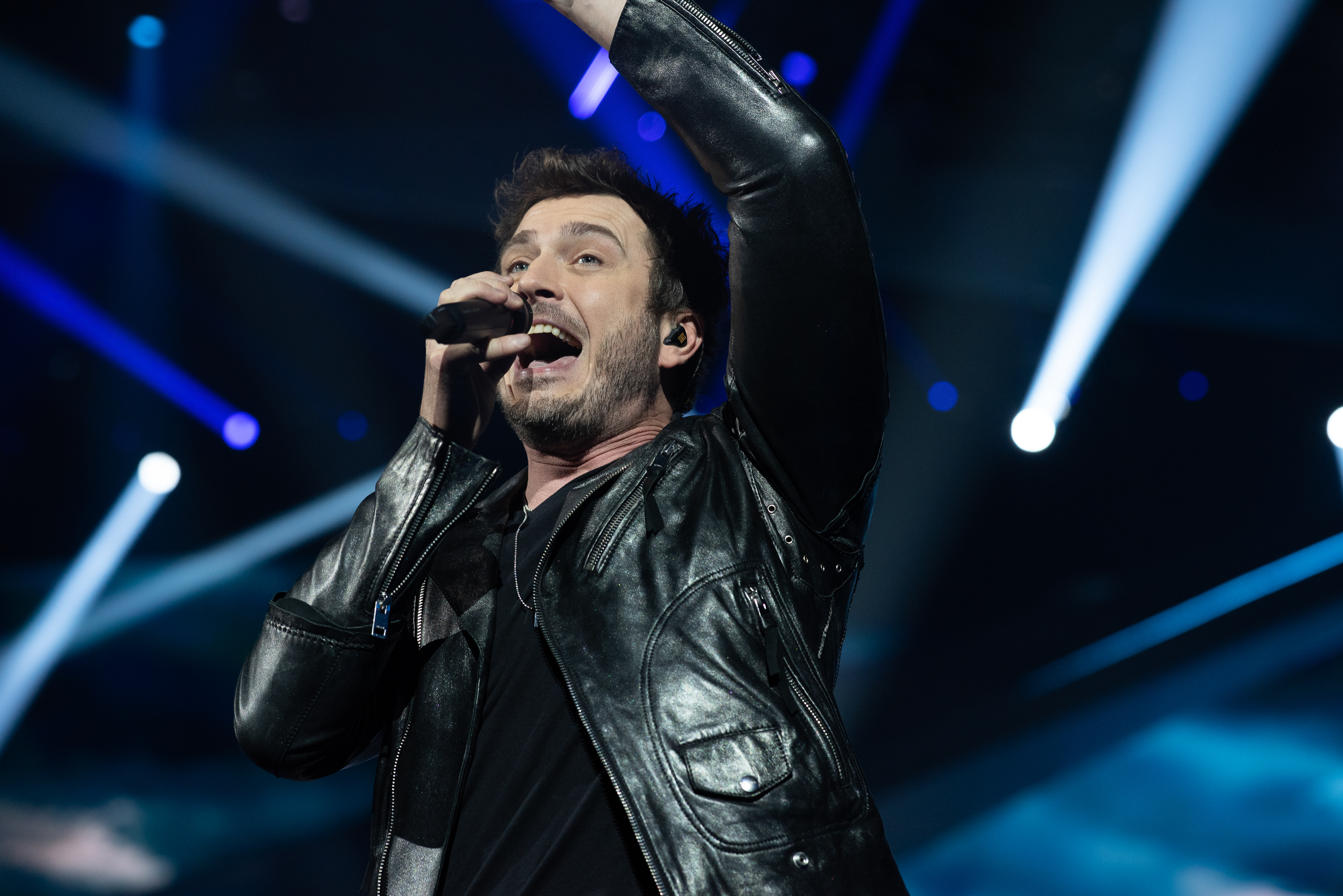
Sebastian Rejman zingt Look Away in Tel Aviv.

Finland nam deel aan het Eurovisiesongfestival 2019 in Tel Aviv, Israël. Het was de 53ste deelname van het land aan het Eurovisiesongfestival. Yle was verantwoordelijk voor de Finse bijdrage voor de editie van 2019.

## Selectieprocedure
De Finse openbare omroep maakte gebruik van dezelfde selectiemethode als in 2018, een nationale finale, genaamd Uuden Musiikin Kilpaili. Op 29 januari 2019 maakte de omroep bekend dat Finland zou worden vertegenwoordigd door Darude; de artiestennaam van Ville Virtanen.  In de nationale finale en in Tel Aviv kreeg hij gezelschap van zanger Sebastian Rejman.
De nationale finale vond plaats op 2 maart. Televoters en internationale vakjury's stonden elk in voor de helft van de punten. Het nummer Look away ging uiteindelijk met de zegepalm aan de haal.

## Uuden Musiikin Kilpailu 2019
| Plaats | Lied       | Jury | Publiek | Totaal |
| ------ | ---------- | ---- | ------- | ------ |
| 1      | Look away  | 96   | 148     | 244    |
| 2      | Superman   | 74   | 73      | 147    |
| 3      | Release me | 19   | 70      | 89     |

## In Tel Aviv
Finland trad aan in de eerste halve finale, op dinsdag 14 mei 2019. Darude en Sebastian traden als derde aan, na de inzending uit Montenegro en voor de inzending uit Polen. Darude trad op achter zijn draaitafel, Sebastian stond op de catwalk en op het podium stond een groen geklede danseres, met op het LED-scherm afbeeldingen van smeltende ijskappen. Het nummer ging dan ook over klimaatverandering.
Aan het eind van de avond bleek dat de Finse inzending niet genoeg punten had weten te vergaren om te mogen doorstromen naar de finale. Aan het eind van het festival werd bekend dat Finland op een laatste plaats was gestrand met 23 punten; 14 waren afkomstig vanuit de televoting, waaronder de twaalf punten uit Estland, de overige 8 kwamen van de professionele vakjury's. Het was de 11de keer dat een Finse inzending als laatste eindigde, de laatste keer, in 2015, was ook in een halve finale. 